# Yessy Yosaputra
Yessy Yosaputra, född 27 augusti 1994, är en indonesisk simmare.
Yosaputra tävlade för Indonesien vid olympiska sommarspelen 2016 i Rio de Janeiro, där hon blev utslagen i försöksheatet på 200 meter ryggsim.